# Palopo
Palopo est une ville d'Indonésie dans l'île de Sulawesi. C'est le chef-lieu du kabupaten de Luwu et la troisième ville de la province de Sulawesi du Sud.
Sa population est de plus de 120 000 habitants. La ville a le statut de kota.

## Histoire

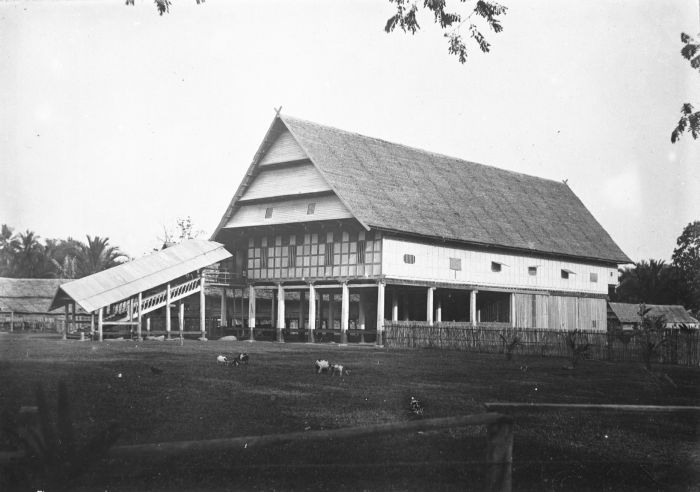
Résidence du prince de Luwu à Palopo (vers 1920).

Palopo a été fondée vers 1620, probablement sous le deuxième roi musulman de Luwu, le sultan Abdullah Muhiddin, enterré à Malangke, l'ancien palais de Luwu. Sa tombe, ornée de motifs floraux de style Majapahit, a été détruite par les rebelles du mouvement séparatiste musulman Darul Islam dans les années 1950. Il n'en reste rien, sinon l'emplacement.
L'avantage de Palopo sur le centre de pouvoir précédent était le potentiel commercial avec les Toraja des vallées de Seko et Rongkong. La ville est située au pied d'une route escarpée et en lacets qui monte vers les hautes terres de l'intérieur. À la fin du XIXe siècle, ce commerce avait essentiellement comme objet le café et les esclaves. L'or des rivières attirait également les commerçants. Plus tard, la résine damar a été une marchandise importante export.
Palopo est annexée par les Hollandais et intégrée aux Indes néerlandaises en 1905. Auparavant, le seul témoignage d'un visiteur européen est l'Anglais James Brooke (le futur raja du Sarawak), qui dans les années 1830 décrit Palopo comme "une ville misérable, consistant en environ 300 maisons, dispersées et en mauvais état.

## Culture
C'est à Palopo qu'on trouve la plus ancienne mosquée Sulawesi du Sud. Construite avec des blocs de corail blanc, avec un toit à trois niveaux représentant l'ancien cosmos austronésien, on pense que la Mesjid Jami a été construite sous le règne du sultan Abdullah.
Le cimetière royal se trouve au nord, à Lokkoe. Il possède des mausolées de pierre en forme de pyramide qui abritent les restent des souverains de Luwu du XVIIe au XXe siècle.
1. ↑   Van Lijf, J.M. 1953. 'Korte mededelingen.' Bijdragen tot de Taal-, Land- en Volkenkunde 109:379-81
2. ↑  Braam Morris, D.F. van. 1889. 'Het landschap Loewoe.' Tijdschrift voor Indische Taal-, Land- en Volkenkunde 32: 497-555; Zerner, C. 1981. 'Signs of the spirits, signature of the smith: Iron forging in Tana Toraja.' Indonesia 31: 89-112
3. ↑  Caldwell, I. 1994. ‘Report on fieldwork.' Baruga 10:16-18
4. ↑  Brooke, J. 1848. Narrative of events in Borneo and Celebes down to the occupation of Labuan. From the Journals of James Brooke, Esq. Rajah of Sarawak and Governor of Labuan [. . .] by Captain Rodney Mundy. London: John Murray